# دهستان دواتهانگ
دهستان دواتهانگ (به لاتین: Dewathang Gewog) یک دهستان در کشور بوتان است که در ناحیهٔ سادروپ جونگخار واقع شده‌است.